# Chiesa dei Santi Nazaro e Celso (Scaria)
La chiesa dei Santi Nazaro e Celso è un edificio di culto cattolico situato a Scaria, nel territorio comunale di Alta Valle Intelvi.

## Storia e descrizione
Risalente al XII secolo ma rimaneggiata tra i secoli XVI e XVII, la chiesa conserva una decorazione pittorica cinque-seicentesca. All'inizio del XII secolo risale una croce in rame cesellato e dorato, impreziosita da gemme, ritrovata nei pressi della chiesa.
Sul lato meridionale esterno, affreschi seicenteschi ornano la parete verso il cimitero dove erano sepolti i fratelli Carloni, illustri figli di Scaria. Innestato sullo stesso lato è il campanile, dotato di bifore divise da una colonnina con capitello a gruccia. Probabile rielaborazione di una precedente torre il campanile (XI secolo) costituiva l'originario accesso alla chiesa.
Il portico laterale, aggiunto nel XVII secolo, ospita gli affreschi seicenteschi delle Storie di Santa Marta e di una Incoronata tra santi e la famiglia di Martino Carloni (1646).
All'esterno, il retro della chiesa ospita un'abside a sezione quadrata, innestata su un'analoga struttura a pianta semicircolare. Sulle pareti esterne delle natate, tracce di archetti pensili.
Internamente, l'abside è abbellita da una Madonna in trono, verso la quale confluisce una schiera di santi e apostoli, affreschi di Giovanni Andrea De Magistris (1516) e degli artisti curegliesi Cipriano e Giovanni Battista Tarilli (1588). Tra gli affreschi si trova anche una Ultima cena di ispirazione leonardesca, opera ospitata nella seconda campata.
Alle spalle dell'altare, tracce di un fonte battesimale ad immersione.
Nel 1555 la chiesa venne elevata alla dignità di parrocchiale di Scaria; attualmente, tale funzione viene espletata in compartecipazione con la chiesa di Santa Maria.